# BMX-Rennsport-Weltmeisterschaften 2005
Die BMX-Rennsport-Weltmeisterschaften 2005 fanden vom 29. bis 31. Juli in Paris statt, und zwar im Palais Omnisports von Bercy. In der Halle war für die Zwecke der Veranstaltung eine BMX-Bahn errichtet worden, die anschließend wieder entfernt wurde.

## Programm
Es gab Wettkämpfe für die Kategorien Elite und Junioren im BMX-Rennen (Männer und Frauen) sowie im Cruiser (nur Männer). Parallel zu den Weltmeisterschaften lief die UCI BMX World Challenge für die Leistungsklasse Challenge. An Weltmeisterschaften und Challenge zusammen nahmen über 2.500 Fahrer aus 37 Ländern teil. Das französische Fernsehen sowie Eurosport boten Liveübertragungen an.

## Ergebnisse
Unten angegeben ist jeweils die Rangfolge im Finale. Die genauen Zeiten sind nicht überliefert.

### Frauen Elite
| Platz | Name                  |
| ----- | --------------------- |
| 1     | Willy Kanis           |
| 2     | Renee Junga           |
| 3     | Laëtitia Le Corguillé |
| 4     | Aneta Hladíková       |
| 5     | María Gabriela Díaz   |
| 6     | Jana Horáková         |
| 7     | Anne Rougie           |
| 8     | Kimberly Hayashi      |

### Männer Elite
| Platz | Name            |
| ----- | --------------- |
| 1     | Bubba Harris    |
| 2     | Mike Day        |
| 3     | Robert de Wilde |
| 4     | Thomas Allier   |
| 5     | Jonathan Suarez |
| 6     | Marc Willers    |
| 7     | Donny Robinson  |
| 8     | Jamie Gray      |

| Platz | Name                   |
| ----- | ---------------------- |
| 1     | Randy Stumpfhauser     |
| 2     | Kelvin Batey           |
| 3     | Bjorn Wijnants         |
| 4     | Paul Lange             |
| 5     | Rob van den Wildenberg |
| 6     | Damien Godet           |
| 7     | Clément Doby           |
| 8     | Dale Holmes            |

### Juniorinnen
| Platz | Name              |
| ----- | ----------------- |
| 1     | Nicole Callisto   |
| 2     | Sarah Walker      |
| 3     | Melissa Mankowski |
| 4     | Adélaïde Rey      |
| 5     | Nadine Gollner    |
| 6     | Amélie Despeaux   |
| 7     | Mélanie Pelurson  |
| 8     | María Belén Dutto |

### Junioren
| Platz | Name             |
| ----- | ---------------- |
| 1     | Micael Cesar     |
| 2     | Benoît Leroy     |
| 3     | Edgar Bisseling  |
| 4     | Mike Brabant     |
| 5     | Martijn Scherpen |
| 6     | Jeffrey Upshaw   |
| 7     | Moana Moo-Caille |
| 8     | Jérémy Chaffot   |

| Platz | Name             |
| ----- | ---------------- |
| 1     | Sifiso Nhlapo    |
| 2     | Jérémy Chaffot   |
| 3     | Josh Oie         |
| 4     | Todd Pascoe      |
| 5     | Moana Moo-Caille |
| 6     | Martijn Scherpen |
| 7     | Luděk Král       |
| 8     | Māris Štrombergs |

## Medaillenspiegel
| Platz  | Land               | Gold | Silber | Bronze | Gesamt |
| ------ | ------------------ | ---- | ------ | ------ | ------ |
| 1      | Vereinigte Staaten | 2    | 1      | 1      | 4      |
| 2      | Australien         | 1    | 1      | 1      | 3      |
| 3      | Niederlande        | 1    | 0      | 2      | 3      |
| 4      | Portugal           | 1    | 0      | 0      | 1      |
| 4      | Südafrika          | 1    | 0      | 0      | 1      |
| 6      | Frankreich         | 0    | 2      | 1      | 3      |
| 7      | Großbritannien     | 0    | 1      | 0      | 1      |
| 7      | Neuseeland         | 0    | 1      | 0      | 1      |
| 9      | Belgien            | 0    | 0      | 1      | 1      |
| Gesamt | Gesamt             | 6    | 6      | 6      | 18     |